# Celendín
Celendín è un comune del Perù, situato nella Regione di Cajamarca e capoluogo della Provincia di Celendín.